# كيمياء حرارية

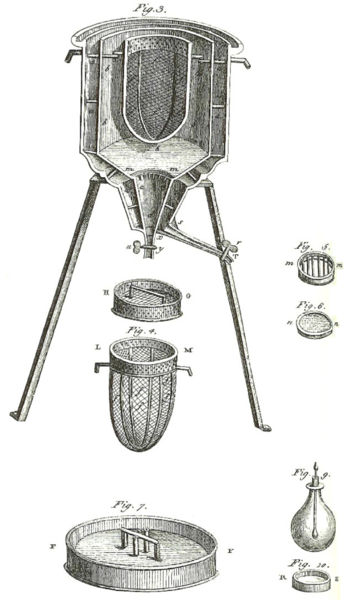
أول مسعر ثلجي

الكيمياء الحرارية هي إحدى فروع الكيمياء والتي تهتم بدراسة الخصائص الحرارية للتفاعلات الكميائية. وتهتم عامة بتبادل الحرارة المرافق للتحولات، مثل الاختلاط وتحول الحالة والتفاعلات الكيميائية وما إلى ذلك، وتشمل حسابات هذه الكميات من حيث سعة الحرارة وحرارة الاحتراق وحرارة التشكيل.
تعتمد قوانين الكيمياء الحرارية على قانونين:
1. قانون لافوازييه ولابلاس (1782): تبادل الحرارة المصاحب للتحول يساوي عكس تبادل الحرارة المصاحب للتحول في الجهة المعاكسة.
2. قانون هيس (1840): تبادل الحرارة المصاحب للتحول هو نفسه إذا ما حدث في عملية واحدة أو في عدة خطوات

يعد مؤسس الكمياء الحرارية العالم مارسلين برثلوت والذي قام سنة 1881 بتجربة قياس القيمة الحرارية للوقود، تطورت بعد ذلك بشكل كبير في القرن 20، ساعد تطبيق المبدأ الثاني للديناميكا الحرارية على المجموعات الكميائية إلى توقع منحى التفاعل، وتحديد حالة التكافؤ الكميائي ومنه المردود، الأمر الذي ساهم في تهيئة المجموعة قبل شروعها في التفاعل.

## تعاريف
في المقال الحرارة هي كمية الطاقة الحرارية، أما درجة الحرارة هي مقدار تغير سخونة الجسم أو برودته، وكلا المصطلحان مختلفان يرجى مراجعتهما لمعرفة الفرق بينهما.
- نقول عن تفاعل ما يقوم بتوليد كمية من الحرارة على أنه التفاعلات الباعثة للحرارةويرمز له بالإشارة السالبة
- نقول عن تفاعل ما يقوم بامتصاص كمية من الحرارة على أنه ماص للحرارة ويرمز له بالإشارة الموجبة
- نقول عن تفاعل لا يمتص ولا يولد كمية حرارية على أنه محايد حراريا

يتم قياس كمية الحرارة داخل المسعر، سواء تحت ضغط تابث، أو حجم ثابت (في هذه الحالة القنبلة المسعرية)

### كمية حرارة تفاعل
أثناء تفاعل كميائي، تقوم المجموعة الكميائية بتبادل الطاقة مع الوسط الخارجي على شكل حرارة (كمية الحرارة).
يرمز لكمية الحرارة بالحرف Q ووحدتها في النظام العالمي للوحدات هي الجول J .
هذه الطاقة يتم تحديدها من خلال الظروف التجربية ونواتج التفاعل:
- عند حجم ثابت (تحول معزول عمليا) : تثبت الديناميك الحرارية على أن كمية الحرارة هي التغير الحاصل في الطاقة الداخلية حيث: Qv = ΔU (حالة القنبلة المسعرية)
- عند ضغط ثابت (تحول معزول فعليا) : كمية الحرارة هي التغير الحاصل في الاحتواء الحراري للتفاعل Qp = ΔH (حالات كثيرة، كالتفاعلات المطبقة على الهواء الحر)

### الاحتواء الحر (الطاقة الحرة للتفاعل)
يرمز لها بالحرف G، بالأنجليزية Entropy هي دالة الحالة الأساسية من أجل دراسة توازن التفاعل (التكافؤ الكميائي). هذه الدالة يمكنها التقليل فقط في تحول عند ضغط أو حجم ثابت على حسب المبدأ الثاني للديناميكا الحرارية. ومن ذلك فإنه في تفاعل مطبق عند ضغط و حجم ثابتين. إشارة الطاقة الحرة تتحدد على حسب منحى التوازن، لتصل إلى حد أدنى لها حيث لا تتغير، ومنه يتم التوازن الكميائي.

### مقدار التفاعل
نقول مقدار التفاعل (grandeur de réaction) ونرمز له بعامل لويس {\displaystyle \Delta _{r}}، هو الإشتقاق على المقدار X بالنسبة إلى حالة تقدم التفاعل {\displaystyle \xi }،
نكتب: {\displaystyle \Delta _{r}X={\bigl (}{\dfrac {\partial X}{\partial \xi }}{\bigr )}_{(P,T)}}

### حرارة التفاعل (الاحتواء الحراري للتفاعل)
نقول حرارة التفاعل (أو الاحتواء الحراري للتفاعل) بالإنجليزية (enthalpy) عند ضغط وحجم ثابتين المقدار:
{\displaystyle \Delta _{r}H_{P,T}={\bigl (}{\frac {\partial H}{\partial \xi }}{\bigr )}_{(P,T)}=\sum _{i}{v_{i}\cdot h_{i(T,P)}}}
تغير طاقة التفاعل لمجموعة أثناء التفاعل وعند تقدم معين متوافقة مع كمية الحرارة وتساوي:
{\displaystyle \Delta H_{T,p}=\int _{0}^{\xi }\Delta _{r}H_{T,p}\cdot \mathrm {d} \xi =Q_{p}~}
في حالة وجود النظام المثالي، تكون {\displaystyle \Delta _{r}H_{T,p}} مستقلة عن تقدم التفاعل {\displaystyle \xi } و بالتالي:
{\displaystyle \Delta H_{T,p}=\Delta _{r}H_{T,p}\cdot \xi =Q_{p}~}